# オスカー・モル
オスカー・モル（Oskar Moll、1875年7月21日 - 1947年8月19日）はドイツの画家である。「フォーヴィスム」の画家で、風景画や人物画、抽象的な静物画を描いた。

## 略歴
現在のポーランド、オポーレ県のブジェクに生まれた。はじめスイスで生物学を学ぶが、独学で絵を学び始め画家になる道を選んだ。ミュンヘンにしばらく滞在した後、ベルリンに移り、ベルリンでは画家のロヴィス・コリントのもとで働いた。1906年に彫刻家、画家のマルガレーテ・ヘフナー(Margarethe Haeffner、Marg Mollとして知られる)と結婚し、夫婦でパリに移った。パリでは多くの画家や作家が集まったカフェ、ル・ドームの常連となり、アンリ・マティスと知り合い、1908年にハンス・プルマンとともに美術学校「アカデミー・マティス」の設立と運営にかかわった。
第一次世界大戦が始まると、ベルリンに移り、表現主義、ダダイスムの画家のグループ「グループ11月」（Novembergruppe）の創立メンバーとなり、「ベルリン分離派」が分裂した後の「自由分離派」(Freie Secession)のメンバーになった。
1918年にブレスラウ（ヴロツワフ）の美術学校の教授に任じられ、1925年にアウグスト・エンデル(August Endell)が亡くなると、校長を継いで、1932年に世界恐慌の後の財政引き締めで美術学校が閉校になるまで校長を続けた。
モルはデュッセルドルフ美術アカデミーに移り、1年ほど教えたが、政権を得たナチスによって、モルの作品は「退廃芸術」であると非難され、美術アカデミーを解雇された。美術館にあった作品は没収され、1937年にミュンヘンで開催された『退廃芸術展』で展示された。
モルと妻はベルリンで過ごしていたが1943年の空襲で、住居・スタジオはマティスやピカソらの多数の絵画とともに焼失し、故郷に移ろうとしたがソビエト軍の占領地域となり、ベルリンに戻った。1947年にベルリンで没した。

## 作品

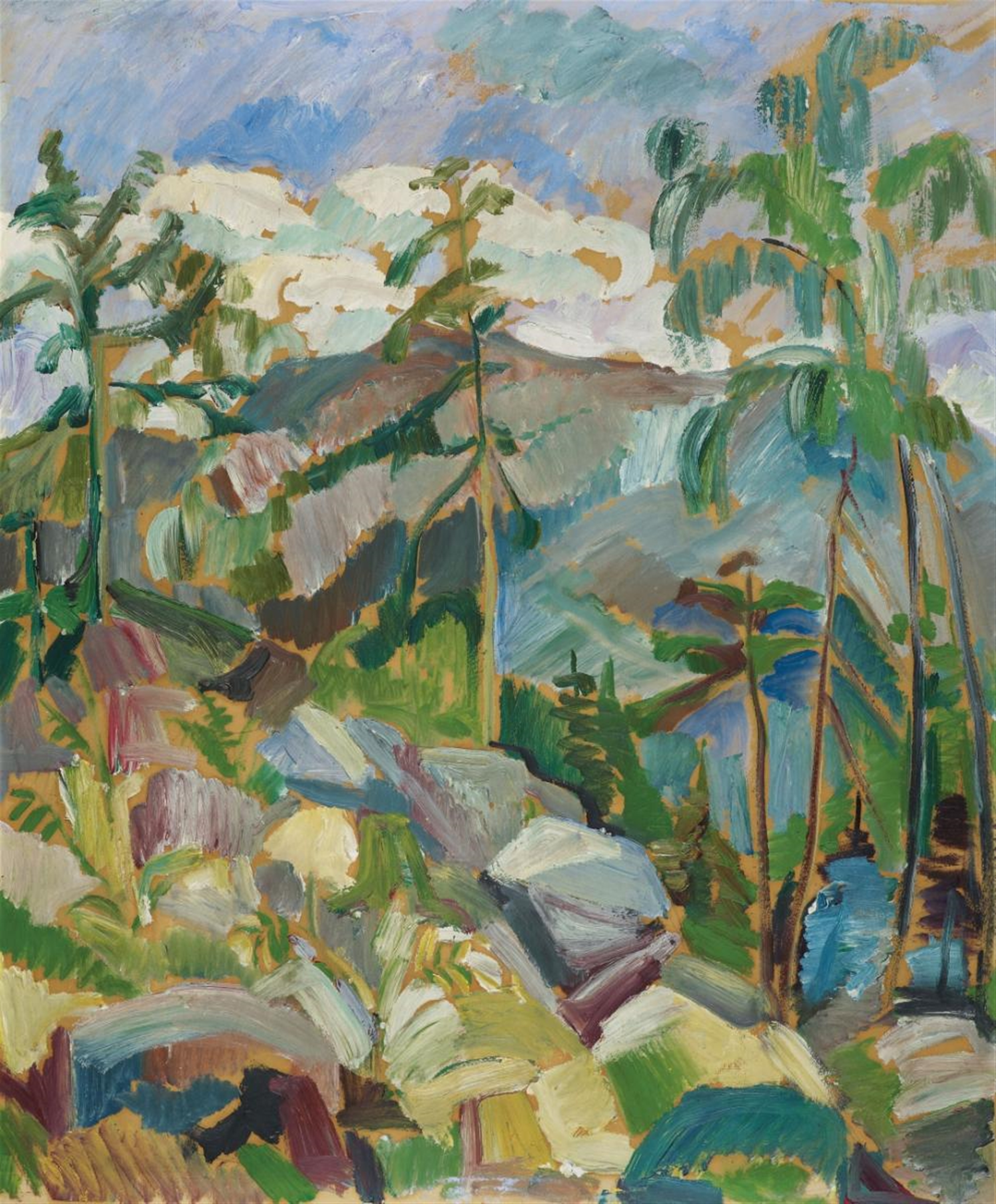
山の風景
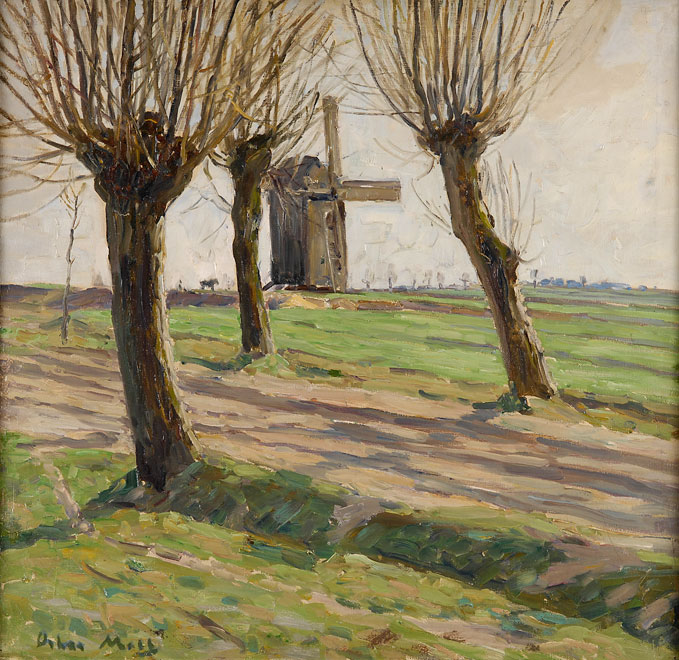
水車のある風景
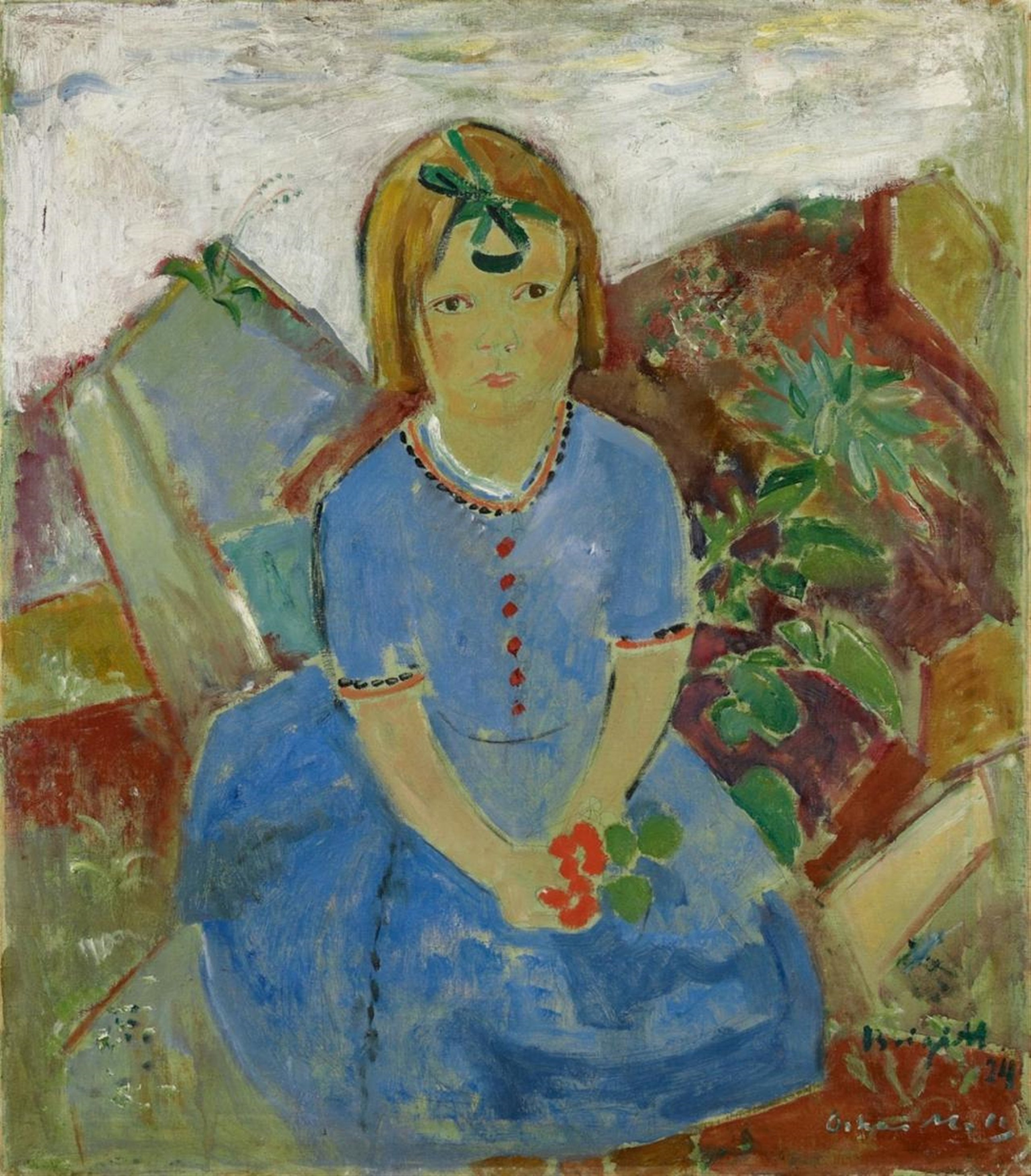
青い服のBrigitt
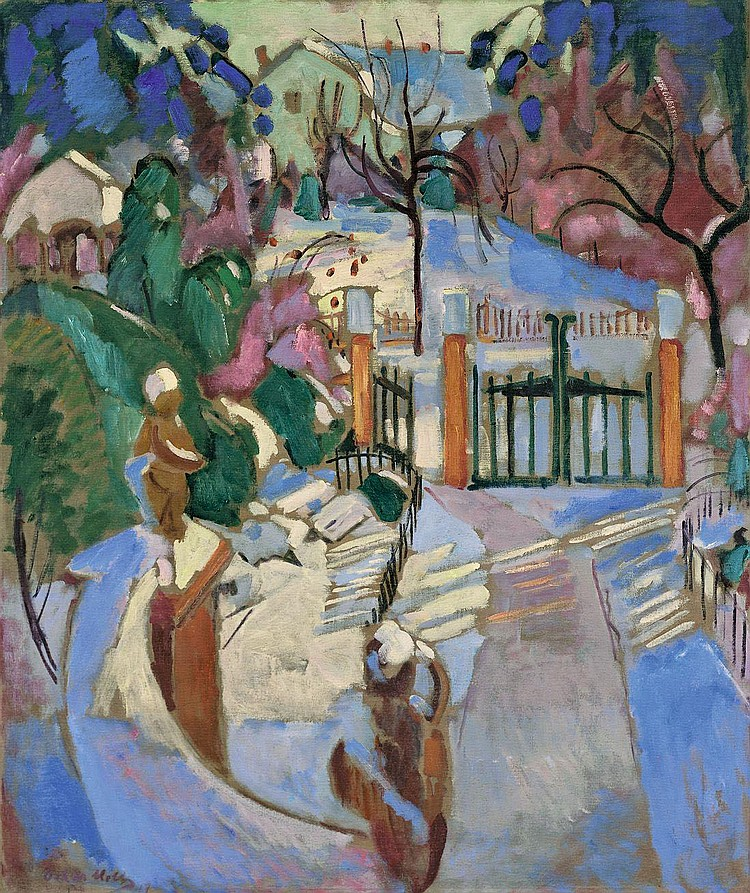
冬の庭
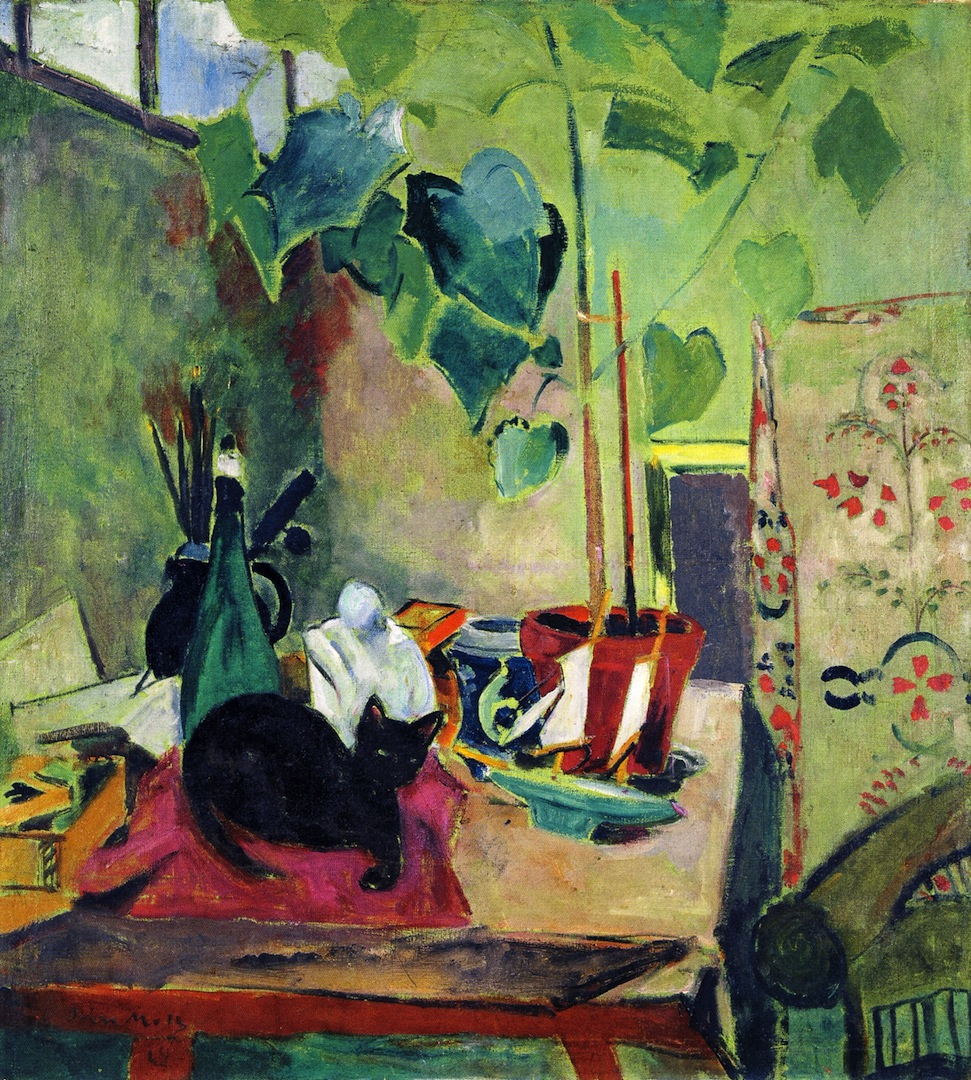
植木鉢と猫
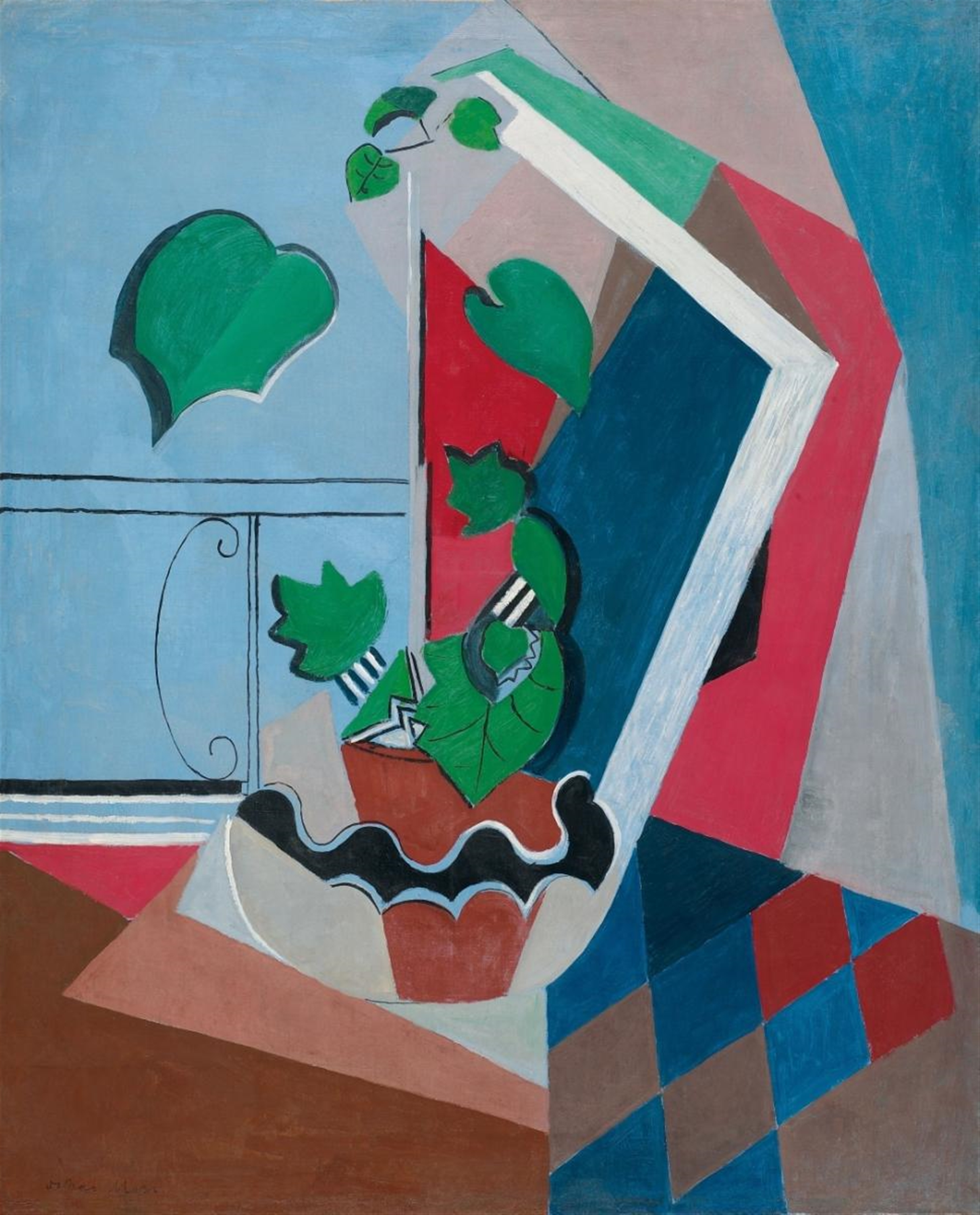
Komposition mit Zimmerlin
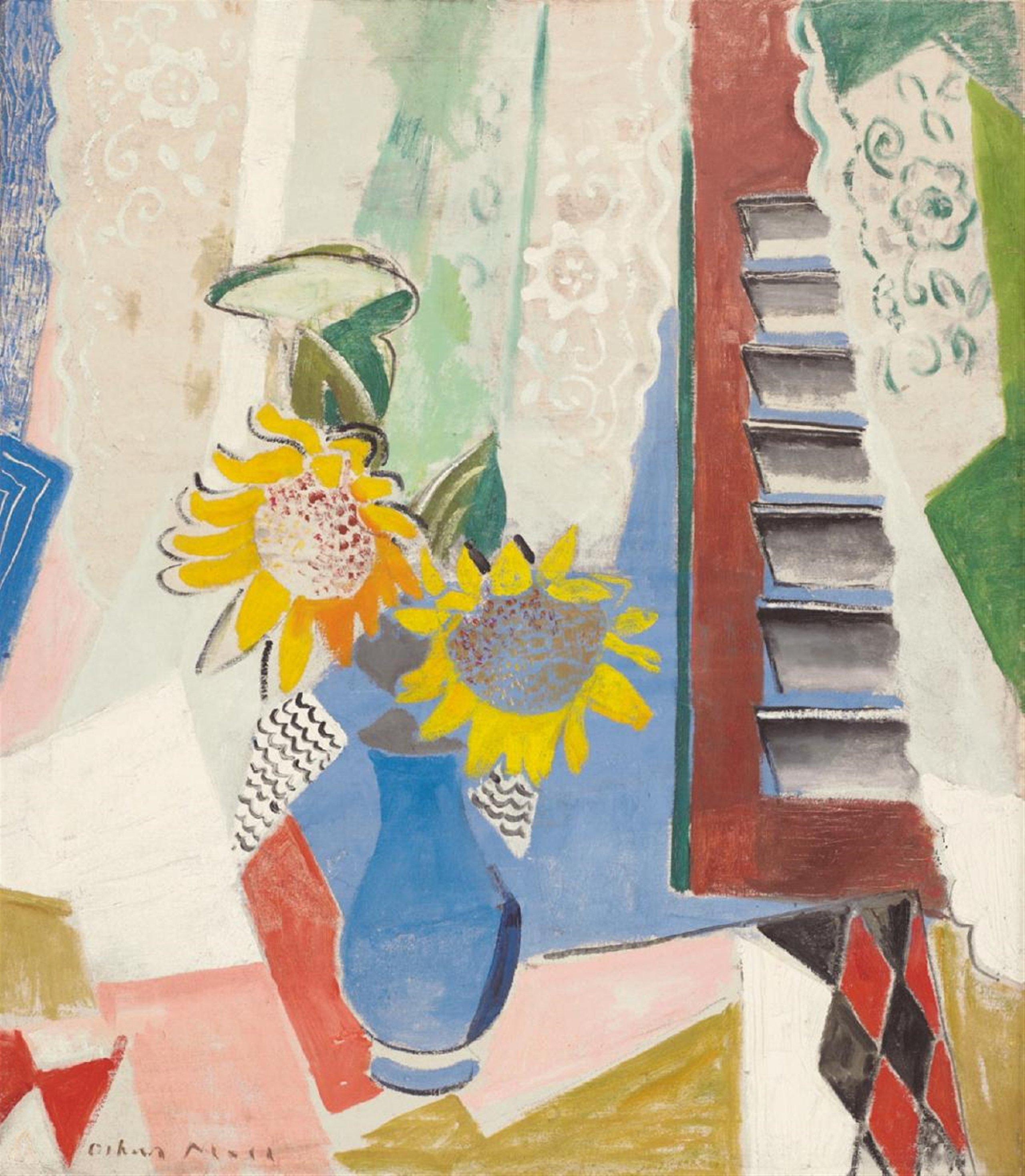
窓のある作品
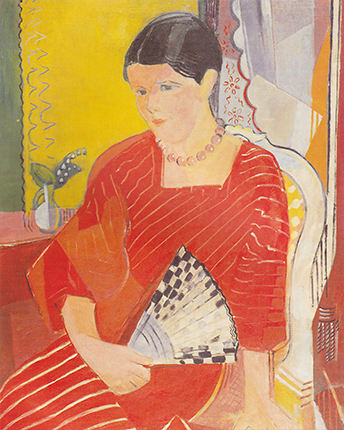
赤いドレスを着たBrigitt(1934)